# Monaco Marine
Monaco Marine France est une société spécialisée dans le réaménagement, la réparation et la maintenance de yachts à moteur ou à voiles de 10 à plus de 160 mètres. Le groupe propose des services allant de la révision de base au reconditionnement complet : modifications structurelles, travaux d'électricité, peinture, mécanique, charpente, antifouling, aménagement d'intérieur, gréement, etc. Présente sur 8 sites (Monaco, Beaulieu-sur-Mer, Saint-Laurent-du-Var, Antibes, le golfe de Saint-Tropez, La Seyne-sur-Mer, La Ciotat et Marseille) 
Le groupe emploie environ 200 personnes et réalise un chiffre d’affaires de 65 millions d’euros (2017). 

## Historique
En 1995, Michel Ducros rachète Power Boat Sam, une société monégasque tournée vers la clientèle locale, et lance Monaco Marine, qu'il oriente immédiatement vers le service complet aux yachts et grands yachts.
De 1995 à 2012, le groupe Monaco Marine développe son réseau de chantiers le long de l'arc méditerranéen, afin de couvrir géographiquement ce lieu stratégique pour la plaisance : plus de la moitié de la flotte mondiale des Super Yachts (bateaux de plus de 30 mètres) navigue régulièrement entre Monaco, Cannes, Antibes et Saint-Tropez. Monaco Marine reprend successivement le site de Saint-Laurent-du-Var, dédié aux yachts inférieurs à 25 mètres, celui de Beaulieu-sur-Mer et celui du golfe de Saint-Tropez, qui peut accueillir des yachts mesurant jusqu'à 40 mètres.
Michel Ducros conclut l'un des premiers partenariats public-privé en 2004, avec la Semidep (Société d'économie mixte de développement économique et portuaire) et la Caisse des dépôts pour créer une activité dédiée aux superyachts et mégayachts sur les anciens chantiers navals de La Ciotat, haut lieu de la contestation syndicale dans les décennies 1970 et 80. Monaco Marine est ainsi le premier chantier et investisseur privé à avoir pris part à la seconde vie des chantiers ciotadens devenus l'un des plus grands lieux de la maintenance et du refit des superyachts en Méditerranée.
En 2012, Monaco Marine reprend l'ancien chantier de Tréhard à Antibes. Sur ce site sont effectués des travaux de réaménagement et de réparation sur des super-yachts jusqu'à 42m (200 tonnes). Ce chantier est connu pour avoir une place privilégiée sur le pourtour méditerranéen, à deux pas du « quai des milliardaires » où l'on trouve les plus grands et luxueux yachts de la côte.
Enfin en 2018, Monaco Marine lance deux nouveaux chantiers pour compléter son offre de service : à La Seyne-sur-Mer avec un espace de plus de 40 000 m2 pour les superyachts jusqu'à 60 mètres incluant une zone spécifique pour les catamarans, et à Marseille pour les gigayachts de plus de 80 mètres.

## Chiffres clés
Reprise en 1995, en pleine récession pour le nautisme,, grâce à une présence géographique étendue sur la région Provence-Alpes-Côte d'Azur, Monaco Marine France parvient en 2017 à un chiffre d'affaires de 58 millions d’euros, une performance à rapprocher du chiffre de 850 millions d’euros par an pour le marché nord-Méditerranée.

## Implantations
Avec ces sept chantiers et une marina (Monaco) acquis depuis 1995, représentant 132 500 m2  de terre-plein, Monaco Marine dispose d'une capacité d'intervention élargie sur tous les segments du marché de la plaisance. La synergie entre ces sites permet d'entretenir 3000 yachts de toutes tailles, chaque année.
| Sites de réparation           | Monaco    | Beaulieu-Sur-Mer | Saint-Laurent-du-Var | Antibes    | Golfe de Saint-Tropez | La Seyne-sur-Mer | La Ciotat         | Marseille  |
| ----------------------------- | --------- | ---------------- | -------------------- | ---------- | --------------------- | ---------------- | ----------------- | ---------- |
| Superficie                    | 2 700 m2  | 6 000 m2         | 5 500 m2             | 8 000 m2   | 28 000 m2             | 40 000 m2        | 45 000m2          | 8 700 m2   |
| Capacité de levage            | 6 tonnes  | 300 tonnes       | 70 tonnes            | 200 tonnes | 140 tonnes            | 500 tonnes       | 2 000 tonnes et + | nc         |
| Tailles maximales des bateaux | 30 mètres | 45 mètres        | 25 mètres            | 42 mètres  | 35 mètres             | 60 mètres        | 85 mètres         | 160 mètres |